# Okres Brzesko
Okres Brzesko (polsky Powiat brzeski) je okres v polském Malopolském vojvodství. Rozlohu má 590 km² a v roce 2020 zde žilo 93 035 obyvatel. Sídlem správy okresu je město Brzesko.

## Gminy
Městsko-vesnické:
- Brzesko
- Czchów

Vesnické:
- Borzęcin
- Dębno
- Gnojnik
- Iwkowa
- Szczurowa

## Města
- Brzesko
- Czchów